# Семявыносящий проток
Семявынося́щий прото́к (лат. ductus deferens) — парный орган мужской половой системы длиной около 50 см, диаметром около 0,5 мм, является непосредственным продолжением протока придатка яичка. Семявыносящий проток заканчивается у места слияния с выделительным протоком семенного пузырька (образуя семявыбрасывающий проток, лат. ductus ejaculatorius). Благодаря хорошо развитой мышечной оболочке проток не спадается и легко пальпируется в составе семенного канатика.

## Топография
У семявыносящего протока различают четыре части:
- Короткая яичковая — позади яичка, медиальнее его придатка;
- Канатиковая — поднимается вверх в составе семенного канатика медиально от его сосудов, достигает поверхностного пахового кольца;
- Паховая — проходит в паховом канале;
- Тазовая — боковая стенка малого таза.

После чего семявыносящий проток следует вниз и кзади забрюшинно до слияния с выделительным протоком семенного пузырька.
Расширенный веретенообразный конечный отдел образует ампулу семявыносящего протока длиной около 3—4 см. В нижней части ампула постепенно сужается и на уровне верхнего края предстательной железы соединяется с выделительным протоком семенного пузырька.